# اعداد اول ویلسون
در بحث نظریه اعداد ریاضی به عدد اولی که بتوان آن را به شکل زیر بیان کرد عدد اول ویلسون گویند:
{\displaystyle \;(p-1)!\equiv -1{\pmod {p^{2}}}}

## دنباله اعداد اول ویلسون
{\displaystyle 5,13,563,?}
فقط سه عضو اول این دنباله کشف شده است. یکی از مسایل حل نشده ریاضیات این است که آیا تعداد اول ویلسون بی نهایت است یا نه؟

## علت نام‌گذاری
به افتخار دانشمند بزرگ جان ویلسون که قضیه ویلسون را کشف کرد این گونه اعداد را اعداد اول ویلسون می‌نامند.

## قضیه
طبق قضیه ویلسون
{\displaystyle \;(p-1)!\equiv -1{\pmod {p}}}
و می دانیم که قضیه ویلسون قضیه‌ای دو شرطی است. بنابراین m موجود در اعداد اول ویلسون باید عددی اول باشد.
یعنی: اعداد اول ویلسون به شکل زیر هستند.
{\displaystyle {\tfrac {(p-1)!+1}{p}}}